# Afronycteris nanus
Afronycteris nanus är en fladdermusart som först beskrevs av Peters 1852.  Afronycteris nanus ingår i släktet Afronycteris och familjen läderlappar. IUCN kategoriserar arten globalt som livskraftig. Inga underarter finns listade i Catalogue of Life. Wilson & Reeder (2005) skiljer mellan 6 underarter.
Artepitet nanus i det vetenskapliga namnet är latin och betyder dvärg.

## Utseende
Arten når en kroppslängd (huvud och bål) av 41 till 47 mm och en svanslängd av 23 till 41 mm. Den har 25 till 34 mm långa underarmar, 6 till 7 mm långa bakfötter och 7 till 12 mm långa öron. Inom släktet Afronycteris är Afronycteris nanus en av dessa arter som har en mörk flygmembran. Arten skiljer sig från Neoromicia capensis och Neoromicia zuluensis genom en avvikande form av den lilla broskiga fliken i örat (tragus).  Den är hos Afronycteris nanus i tvärsnittet ungefär trekantig med en böjd framsida.
Pälsen på ovansidan bildas av hår som är svarta nära roten och bruna vid spetsen vad som ger en mörkbrun färg. Undersidan är lite ljusare. Afronycteris nanus väger i Sydafrika cirka 4 g.
De bruna hårspetsarna på ovansidan kan variera mellan gulbrun och rödbrun. Även undersidans hår har en mörk bas och deras spetsar är ljusgråa till ljusbruna. Öronen har ungefär en trekantig form med avrundade kanter. Olika individer som hittades under 1980- och 1990-talet hade körtlar på svansflyghuden på varje sida av svansen. De kan utgöra en självständig art som inte var beskriven fram till 2005. Några exemplar från Östafrika var med en kroppslängd (huvud och bål) av 36 till 40 mm och en vikt av 2 till 4 g mindre än den förut beskrivna populationen. Afronycteris nanus har stora kuddar på tummen med tydliga rännor som förbättrar artens förmåga att hålla sig fast på växternas blad.
Fladdermusen har på varje sida i överkäken 2 framtänder, 1 hörntand, 2 premolarer och 3 molarer. I underkäken finns ytterligare en framtand på varje sida. Den första övre premolara tanden är liten men den saknas aldrig vad som skiljer Neoromicia nana från de flesta andra släktmedlemmarna.

## Utbredning
Arten förekommer i stora delar av Afrika söder om Sahara från Senegal i väst till Etiopien i öst och söderut till norra Namibia, Zimbabwe och östra Sydafrika. Den lever i fuktiga landskap som skogar, savanner och trädodlingar. Afronycteris nanus hittas ofta nära bananträd. Den vilar vanligen i stora hoprullade blad och ibland under byggnadernas tak.

## Ekologi
Individerna sover ensam eller i flockar med upp till 6 medlemmar.
Denna fladdermus jagar flygande insekter med hjälp av ekolokalisering. Den är främst aktiv under de första fem timmarna efter solnedgången. Jakten sker ofta vid skogskanterna eller över skogsgläntor samt längs vägar som skär genom skogen. Afronycteris nanus har främst knott och myggor som byten. Enligt en annan avhandling består födan främst av skalbaggar och fjärilar som kompletteras med några tvåvingar. Troligen är födans sammansättning beroende av utbredningsområde och årstid.
I södra Afrika sker ungarnas födelse vanligen under tidiga sommaren. En kull har oftast två ungar. Under tider med matbrist intar arten ofta ett stelt tillstånd (torpor). I Sydafrika har honor bara en kull per år och ungarna föds omkring november vid början av regntiden. Tvillingar förekommer sällan i regioner med kalla årstider. Ungen diar sin mor cirka åtta veckor. I tropiska delar av Östafrika kan honor fortplanta sig hela året.
Ibland vilar fladdermusen Myotis bocagii i samma bananträd som Neoromicia nana men de använder troligen inte samma blad samtidig.